# Strike Anywhere
Gli Strike Anywhere sono un gruppo post-hardcore di Richmond, in Virginia formata nel 1999 dopo l'abbandono di Thomas Barnett dalla sua precedente band, gli Inquisition. Hanno ricevuto un notevole incremento di attenzione dopo essere apparsi in tre videogiochi della serie di Tony Hawk: Tony Hawk's Underground 1 nel 2003 (Refusal), Tony Hawk's American Wasteland nel 2005 (Question the Answer), e Tony Hawk's Downhill Jam (The Promise). Sono anche apparsi nel documentario Wake Up Screaming sul Vans Warped Tour. Dopo la pubblicazione nel 2006 del terzo album di studio della band, Dead FM, il 17 marzo 2007 ha visto l'uscita dal gruppo del chitarrista Matt Sherwood. Il 6 ottobre 2009 è uscito l'album Iron Front, pubblicato dalla Bridge 9 Records.

## Influenze politiche
Gli Strike Anywhere sono fondamentalmente una band politica che tratta temi quali gli abusi della polizia, anticapitalismo, diritti degli animali e delle donne, globalizzazione ed hanno contribuito a compilation come Rock Against Bush, Vol. 1 (con To the World) o  157 Wheeler Avenue: A Memorial for Amadou Diallo, disco sull'episodio di Amadou Diallo con Sunset on 32nd.
Il loro logo è il cerchio antifascista, originalmente dell'Iron Front, che raffigura tre frecce puntate verso il basso ed a destra, simbolo di resistenza, equità e solidarietà per gli oppressi.

## Discografia

### Album in studio

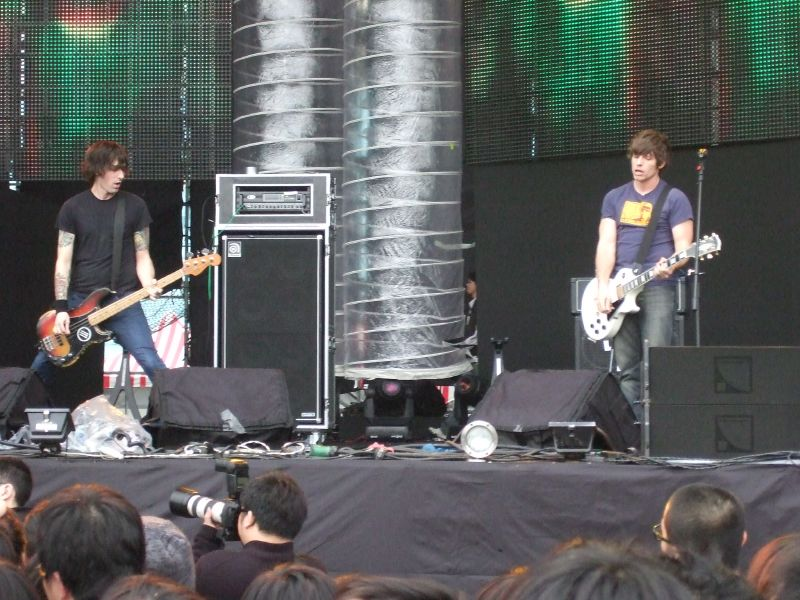
Gli Strike Anywhere a Taipei.

- 2001 – Change Is a Sound
- 2003 – Exit English
- 2006 – Dead FM
- 2009 – Iron Front

### Album dal vivo
- 2001 – Live at Camden Underworld (2001)

### Raccolte
- 2005 – To Live in Discontent

### EP
- 2000 – Chorus of One
- 2000 – Bread or Revolution
- 2001 - ‘’Underground Europe 2001 (Genoa Benefit EP)’’

### Apparizioni in compilation
- 2005 – Warped Tour 2005 Tour Compilation

## Formazione

### Formazione attuale
- Thomas Barnett – voce
- Matt Smith – chitarra, voce
- Mark Miller – chitarra, voce
- Garth Petrie – basso
- Eric Kane – batteria

### Ex componenti
- Matt Sherwood – chitarra, voce